# 内罗毕购物中心袭击事件
内罗毕购物中心袭击事件是指肯亞当地时间2013年9月21日发生在肯亚首都奈洛比高档的西门购物中心的恐怖袭击，袭击造成至少67人遇难（不計襲擊者），死者包括肯亞總統乌胡鲁·肯雅塔的姪兒和姪媳、迦納詩人及政治家艾伍諾，6名英國人、2名法國人（一對母女）、2名加拿大人（外交官）和1名中国人（女性，38岁，其子在事件中受伤 ）。索馬利亞青年黨聲稱對這起襲擊事件負責，並強調這是對肯亞出兵索馬利亞進行報復。以色列軍方也派遣顧問協助肯亞軍警攻堅與營救人質。
西門購物中心由以色列商人擁有。武裝分子在9月21日大約中午時進入商場，叫現場所有穆斯林離開，說他們攻擊的目標是非穆斯林，又要求企圖離開的民眾答出伊斯蘭教先知穆罕默德的母親的名字（阿米娜·賓·瓦布）以辨別是否穆斯林，答不出的人就被槍殺。武裝分子又向多家店舖的購物者開槍，並槍擊一群學習烹飪的孩子，停車場的一些人也遭到殺害。
肯尼亞內務部長約瑟夫·奧利·倫庫（Joseph Ole Lenku）在9月23日說軍隊已控制了商場的所有樓層，救出了大部分人質。肯尼亞官員稍後表示軍隊正在徹底搜查商場各層，已不大可能有人質仍留在商場內。
肯尼亞總統在9月24日宣佈圍攻行動結束，有11個疑犯被捕，又宣佈9月25日起全國哀悼三日。

## 後續
2015年7月18日，该商场重新开业。
2020年10月7日，肯尼亞法院判決2人參與本次襲擊罪名成立，另1人因證據不足，獲判所有罪名不成立。2020年10月30日，罪名成立的2人分別被判入獄33年和18年。

## 外部連結
- 内罗毕购物中心袭击事件——光明网专题 （页面存档备份，存于）